# Википедия на языке урду
Википедия на языке урду (урду اردو ویکیپیڈیا‎) — раздел Википедии на языке урду, основанный в январе 2004 года.

## Статистика
По состоянию на 9:05 (UTC) 18 июля 2025 года раздел содержит 229 569 статей, занимая по этому параметру 50-е место среди всех языковых разделов.
В разделе зарегистрировано 196 275 участников, 8 из них имеют статус администратора; 247 участников совершили какие-либо действия за последние 30 дней; общее число правок за время существования раздела составляет 8 927 421.
Данный раздел использует принцип добросовестного использования (fair use). В настоящее время общее количество загруженных в раздел файлов составляет 7968.

## История
Википедия стала многоязычной в мае 2001 года. По состоянию на декабрь 2007 года в Википедии было около 9,25 миллиона статей на 253 языках. Википедия на языке урду была создана 27 января 2004 года. Изначально, данный раздел столкнулся с техническими проблемами со шрифтом для записи урду, но теперь этот вопрос в основном решен, остаются некоторые нерешённые вопросы. Язык урду написан персидско-арабским алфавитом письменностью справа налево. В результате пользователям иногда было необходимо соответствующим образом настроить свои операционные системы и веб-браузеры.
В настоящее время Википедия на языке урду использует шрифт «Urdu Naskh Asiatype», который был представлен и свободно распространяется BBC на веб-сайте BBC Urdu Service. Данный шрифт в основном используется для текста и заголовков статей. Вариант шрифта Times New Roman на урду используется для навигационных ссылок. Оба этих шрифта являются вариациями каллиграфического стиля насх.

## Хронология развития
| Год             | Количество статей |
| --------------- | ----------------- |
| 2007            | 5000              |
| 2009            | 10 000            |
| 2013            | 20 000            |
| 2014            | 40 000            |
| 24 апреля 2014  | 50 000            |
| 12 августа 2015 | 75 000            |
| 29 декабря 2015 | 100 000           |
| Декабрь 2017    | 125 000           |
| Сентябрь 2019   | 130 000           |